# 봉신연의: 영웅의 귀환
《봉신연의: 영웅의 귀환》(封神传奇)는 2016년 개봉한 중국의 판타지, 액션 영화이다. 허안이 감독을 맡았으며, 이연걸, 판빙빙, 안젤라베이비, 고천락이 출연한다.

## 출연
- 이연걸 : 강태공 역
- 판빙빙 : 달기 역
- 안젤라베이비 : 나무인간 역
- 고천락 : 표범 장군 역
- 향좌 : 뇌진자 역
- 황샤오밍 : 양전 역
- 문장 : 나타 역
- 양미
- 진소춘 : 보이지 않는 부족의 지도자 역
- 양공여
- 이성우
- 안지걸 : 지파 역
- 양가휘 : 주왕 역